# Fimbristylis argentea
Fimbristylis argentea là loài thực vật có hoa trong họ Cói. Loài này được (Rottb.) Vahl mô tả khoa học đầu tiên năm 1805.